# Moj brat svetnik
Moj brat svetnik je avtobiografski roman Cirila Zlobca, vendar so imena nastopajočih spremenjena. Roman je sestavljen iz enajstih poglavij, na začetku vsakega pa je pesem ali fragment le-te iz do tedaj izdanih avtorjevih pesniških zbirk (Pobeglo otroštvo, Ljubezen, Najina oaza, Pesmi jeze in ljubezni). Preveden je bil leta 1987 v hrvaščino (COBISS) in leta 1977 v madžarščino. (COBISS)

## Zgodba
Po petindvajsetih letih ločitve pisatelja in njegovo družino za en mesec obišče brat Frančišek, kartuzijanec. Vzrok njegovega prihoda je poslovitev, saj se mu zaradi težke bolezni obeta smrt. Po vrsti domuje pri vseh bratih in sestrah, njegova prisotnost pa najbolj zmoti prav pisatelja samega, saj ne razume bratovega ponižnega vdajanja v usodo – sprejemanja smrti kot nekaj razumljivega in naravnega. Ob prazniku sorodnika se zbere cela družina, vendar dogodek zasenči izpoved Frančiška in govor pisatelja, v katerem se razkrije vzrok bolezni in razlika med njima. Brat je bil namreč edini nekomunist v družini in med vojno zaradi nesrečnega incidenta med Nemci in partizani v njegovem samostanu interniran v nemško taborišče, od koder se je vrnil hudo bolan, k poslabšanju njegove bolezni pa je močno pripomogel strog samostanski red, ki ga pisatelj zelo kritizira. Neko nedeljo se vsi bratje in sestre odpravijo v rodno vas, Hravščico, kjer brat končno spozna, da doma, kot se ga on spominja, ni več. V naslednjih dneh, ko Frančišek spet živi pri pisatelju, se med njima odvija besedni boj, saj pisatelj težko razume njegovo vero in prepričanja zaradi tolikšne drugačnosti od njegovih lastnih prepričanj. Skupaj se odpravita tudi na Brezje in Bled, potem pa sledijo dnevi slovesa. Cela družina se zbere na poslovilni večerji v Sežani, kjer se zgodi še zadnji incident: brat Frančišek pred kosilom izgine in se odpravi s kolesom v Tomaj, od koder prinese pisatelju steklenico brinjevca, kar pisatelja gane. Obisk je končan in brat se vrne v Milano, kjer ga čaka operacija. Pisatelj ima ravno na dan operacije v Milanu slikarsko razstavo, na kateri prejme telegram iz bolnišnice o smrti brata. Ko pride naslednji dan na ogled trupla mu zdravnik razkrije, da je kljub nezavesti in hudim bolečinam brat umrl s svetniškim nasmehom na ustnicah, kar je povzročilo izbruh kratke histerije – bolnišnično osebje se je želelo dokopati do koščka njegovega oblačila ali las. Pisatelj med pogovorom razkrije zakaj mu je bil brat nadležen: v njem in ostalih je bil že zdavnaj mrtev; njegova skromnost in tiho prenašanje muk pa pripeljeta pisca do naslovnega spoznanja, da je bil njegov brat svetnik.

## Kritika, literarna zgodovina
»Roman je sestavljen iz več spoznavnih plasti, ki segajo od našega vsakdanjega, skoraj banalnega družinskega življenja in od sodobnih civilizacijskih navad do subtilnega učenja in razmišljanja, vendar se vse plasti toliko organsko prepletajo, da je roman navzlic temu zaokrožena, kompaktna celota.V sistemu teh plasti dokaj na površju ostajajo svetovnonazorske konfrontacije; a tudi te konfrontacije niso same sebi namen, pač pa so povezane z intimnim, komaj zavestnim odnosom med bratoma in tako v tej situaciji dobivajo posebno barvo.« (Šifrer 1971: 421)
»Bratovska ljubezen, ki se je prej zadrževala na ravnini konvencionalnih sorodniških vezi in je spričo vsakdanjih razlik v načinu življenja in v miselnosti celo bledela, se se povsem uresniči šele ob smrti, ko odpadejo vsi naši razumski predsodki. Toda od brata Frančiška se ta smrt spet vrača k avtorju in bolj kot pri katerikoli spoznavni plasti romana je tu očitno in tudi naravnost povedano, kako pri vsem tem gre za pisateljev osebno-izpovedni namen. A navsezadnje ne gre samo za pisatelja samega, ki je glavni akter v romanu in torej glavna tarča neizbežne usodnosti, pač pa v končnem smislu za vsako človeško bitje, ki se pred to usodnostjo brani in je ne mara priznavati. Toda brat kot navzoče poosebljenje smrti neusmiljeno podira vse obrambne okope in svoje ožje sorodnike direktno sooča s to neizbežno usodnostjo.« (Šifrer 1971: 421)
»[O]b mojem "avtobiografskem" romanu Moj brat svetnik je na primer pikro duhovita Jolka Milič iz Sežane takole ošilila svojo recenzentsko ost: » ... Ko bi bila jaz avtor faktografije MOJ BRAT SVETNIK, bi jo najbrž ... avtokritično preimenovala v Jaz, mojega brata brat, ker je v romanu komaj en odstotek brata svetnika, ostalih 99 odstotkov pa je nabitih s slikarjevim (avtorjevim, op. C. Z.) govorečim jazom in osebnostjo ...« (Zlobec 2010: 734)
»Pri svoji poglavitni temi je Zlobec ostal tudi v romanu Moj brat svetnik. Tu je izbral za vzporeditev dve eksistencialni mogočosti: osveščeno spiritualno in spontano vitalistično. Nosilca obeh življenjskih mogočosti sta dva brata, eden menih in drugi slikar, ki v medsebojnih pogovorih razkrivata svojo bivanjsko opredelitev. Filozofska tema, ki je tudi pripovedno zastavljena kot disputacija, sicer ni našla ustrezne notranje izčiščenosti, je pa zanimivo osebno pričevanje, ki razodeva nekaj podobnih lastnosti kakor Pesmi jeze in ljubezni. Avtor na več mestih ponazarja svoj bivanjski položaj, najbolj izrazito pa je naslednje mesto: »Verjemi, ni mi do tega, da bi se našel, ljubše mi je, če se iščem. In morda je prav v tem moja sreča«. Zato nasprotje menihovi usmerjenosti ni toliko zavestno eksplicirano, junak ga živi v skladu z impulzi spontanosti in vitalizma, v njih pa ni vedno najti globlje vzročnosti ah višje enotnosti. Moj brat svetnik prav zato ni pripovedno besedilo, ki bi imelo od začetka jasen odgovor na zastavljena vprašanja. Njegova faktura je v tem pogledu moderna: »Tako bi moral znati govoriti, pa govorim in govorim, a najbrž ne toliko zato, da bi kaj povedal, kolikor iz potrebe, da bi si prišel na jasno, kaj pravzaprav hočem povedati«. Zato je sklep romana človeško velik in za avtorja zelo značilen: »Tema je večna in povsod, tema je nenadna bratova smrt in tema je v meni, živem«. Spoznanje večne teme, ki je okoli ljudi in v njih, hkrati pa refleksija o smrti napoveduje drugačno tematiko Zlobčevega ustvarjalnega dela v prihodnosti.« (Pogačnik 1972: 50)
»Če vzamem dvojico Eros-Thanatos, moram vendarle reči, da sta v mojih pesmih tako ljubezen kot smrt, dasi manj povezano, ko prehajata druga v drugo, manj usodnostno. Priznati moram, da mi je sleherna misel na smrt skrajno boleča in me bega. Pod tem vtisom je nastal tudi roman Moj brat svetnik, posvečen razmišljanju o smrti oziroma odnosu do nje, kajti smrt bližnjega človeka sem tedaj doživel. Star sem bil okoli štirideset let in sem skoraj zbolel od same misli na smrt. Zdi pa se mi, da je smrt najbrž eden tistih misterijev v življenju, ki ga ni mogoče razumeti vse dotlej, dokler se biološka zakonitost življenja ne začne podirati, se pravi podirati optimistična rast življenja. Tedaj najbrž postajaš bolj dovzeten za misli o smrti. /.../ Jaz sem doživljal smrt predvsem v mladih letih, v vojni. Pozneje, okoli štiridesetega, me je toliko obsedla, da sem moral o njej intenzivno razmišljati in napisati (že omenjeni) roman, vdira mi tudi v poezijo, a največkrat samostojno, ne v povezavi z erosom.« (Horvat 1982: 47)
»To, kar se mi je pripetilo z Mojim bratom svetnikom, je predvsem bizarno, vendar tudi simptomatično za naše kulturne razmere. Na kratko: kritika je roman različno sprejela. Daleč najboljšo oceno so o romanu napisali v Družini, primerjave o njegovi kvaliteti so bile laskavo evropske. Recenzent je, resnici na ljubo, vsebino in sporočilo romana nekoliko preinterpretiral, bral me je, recimo, nekoliko po svoje, kot toliko drugih, ki so o knjigi pisali. In tako je ta ocena prišla v roke vrlim mladinskim aktivistom na nekem seminarju v Bohinju, kjer so po živahni debati, ki se je brez težav iztekla v soglasno obsodbo, da je roman takšen in takšen, zahtevali, da me je nujno treba takoj vreči iz CK ZKS in ZK. Ko je bila stvar tako rekoč že sklenjena, se je enemu od predavateljev vendarle posvetilo in je povabil tiste, ki so roman prebrali, naj kaj več povedo o njem. In pokazalo se je, da romana nihče ni bral: dovolj sta jim bila naslov in recenzija v Družini. In še poanta k tej anekdoti: ko je novinar pred zadnjim kongresom ZKS vprašal Popita, kaj trenutno bere, je predsednik povedal, da Zlobčevega Svetnika in da mu je knjiga kar všeč. Naslednje leto je bil roman med knjigami, ki jih šolniki priporočajo, kot pomožno čtivo, mladini ...« (Horvat 1982: 49)